# Fundación (novela)
La Fundación (título original en inglés: Foundation) es una novela de ciencia ficción escrita por Isaac Asimov, publicada en 1951 por la editorial Gnome Press. Es el primer libro de la llamada "Trilogía de la Fundación" (o "Ciclo de Trántor" como también se le denomina). La novela se confeccionó como una composición de cinco relatos, cuatro de ellos publicados con anterioridad en la revista Astounding Science Fiction entre 1942 y 1944, y un quinto ("Los psicohistoriadores") escrito específicamente para la novela y que servía a modo de introducción. El título de los relatos originales de Astounding difiere de los presentes en la novela.
La primera edición en español fue publicada por la editorial Argentina Aucal en 1955. En total ha tenido 7 traducciones distintas al español, 17 ediciones a cargo de 9 editoriales y numerosas reimpresiones.

## Estructura
1. Los psicohistoriadores (The Psychohistorians) - Novela Corta - Publicado en 1951 como inicio del libro Fundación.
2. Los enciclopedistas (The Encyclopedists) - Relato - Publicado en Astounding en mayo de 1942 como Foundation.
3. Los alcaldes (The Mayors) - Relato - Publicado en junio de 1942 como Bridle and Saddle.
4. Los comerciantes (The Traders) - Relato Corto - Publicado en agosto de 1944 como The Wedge.
5. Los príncipes comerciantes (The Merchant Princes) - Novela Corta - Publicado en octubre de 1944 como The Big and the Little.

## Argumento
Una de las características más interesantes de la novela es que se trata de un futuro muy lejano, decenas de miles de años en el futuro pero con condiciones netamente humanas. En este futuro la humanidad se ha extendido por toda la Galaxia adoptando una forma de gobierno imperial llamado el Imperio Galáctico el cual por extensión, tanto en tiempo como en espacio, comienza a corromperse y estancarse en cuanto a nuevos conocimientos científicos asumiendo que todo lo que el hombre puede o debe descubrir ya está hecho. Básicamente la primera trilogía (Fundación - Fundación e Imperio - Segunda Fundación) trata sobre los resultados prácticos de la nueva ciencia llamada Psicohistoria desarrollada por Hari Seldon, el cual predice de manera matemática el fin del Imperio por su propia corrupción e inacción para seguir existiendo como tal y cómo ésta influye en curso de las acciones de determinados personajes que habrán de formar parte en el damero histórico cuya finalidad es la de llevar a un nuevo imperio después de la destrucción del primero. También muestra el origen del nuevo estado galáctico conocido como "Fundación" destinado por sus avances tecnológicos a dominar toda la galaxia.

### Los psicohistoriadores
Esta parte del libro tiene lugar en Trántor, el planeta capital del Imperio Galáctico, que ha existido durante 12.000 años. Aunque esta organización política de trillones de personas aparentemente se mantiene estable y fuerte, el Imperio ha ido decayendo imperceptiblemente durante cientos de años. El único que ha reconocido la gravedad de la situación es Hari Seldon, un matemático que crea la ciencia de la psicohistoria a partir de la psicología y del análisis de grandes conjuntos de datos. Esta ciencia, usando una especie de psicología de masas, y basándose fuertemente en la historia, permite predecir el comportamiento de grandes cantidades de personas de forma estadística. Seldon ha creado un proyecto basado en la psicohistoria que está siendo acosado por los funcionarios del Imperio, ya que éstos creen que Seldon conspira contra el Imperio y ven en su capacidad de vaticinar el futuro una amenaza. La historia comienza poco antes del arresto de Gaal Dornick, un matemático recién llegado al planeta, antes de que se una oficialmente al proyecto de Hari Seldon.
Durante un juicio posterior, Hari Seldon hace pública su predicción de que el Imperio caerá antes de cinco siglos, y después de la caída la humanidad sufrirá un período de barbarie de 30.000 años hasta que un Segundo Imperio sea establecido. Según Seldon, la caída es inevitable debido a la gran inercia de los hechos históricos, pero todavía es posible reducir el período de barbarie a 1000 años, de forma que la humanidad sufrirá menos. Seldon revela que el Proyecto consiste en salvaguardar la ciencia en una Enciclopedia Galáctica que almacenará todo el conocimiento acumulado por la humanidad a lo largo de miles de años para que no se pierda, y no sea necesario empezar desde cero. Finalmente, los aristócratas que gobiernan el Imperio deciden exiliar al Proyecto a Términus, un planeta situado en la Periferia Galáctica y con pocos recursos estratégicos, con la esperanza de quitarse el problema de encima.
Sin embargo, Seldon muestra a Gaal Dornick que todo ha sido convenientemente planeado por los líderes del Proyecto, que ya tenían planeado el "exilio" a Términus pero querían hacerlo de forma que no atrajera sospechas (después de todo, resultaría sospechoso que cien mil personas se fueran a un planeta sin colonizar) e indica sutilmente que el verdadero propósito del Proyecto no está directamente relacionado con la Enciclopedia.

### Los enciclopedistas
50 años después de los hechos sucedidos en el capítulo anterior, Términus está a punto de sufrir la primera de las muchas Crisis Seldon que marcarán la historia de la Fundación. Cada una de estas crisis se debe tanto a los acontecimientos que ocurren en torno a Términus como los problemas internos, forzando así a los miembros de la Fundación a tomar las decisiones y realizar los actos que llevarán a la creación del Segundo Imperio Galáctico.
En esta primera crisis, Términus, un planeta pequeño y pobre en recursos estratégicos (como el metal), tiene que hacer frente a cuatro provincias vecinas (Anacreonte, Smyrno, Loris y Daribow) que han logrado independizarse del Imperio Galáctico, proclamándose reinos. Los Cuatro Reinos sufren el problema de que, debido al declive del Imperio, han perdido los conocimientos científicos necesarios para operar gran parte de los elementos más sofisticados y avanzados de la tecnología imperial, entre ellos la energía nuclear. 
Términus está liderado por la Junta de Síndicos, formada por varios científicos (entre ellos el doctor Lewis Pirenne) que son incapaces de reconocer el problema en el que se encuentran, ya que el único tema que les preocupa es la creación de la Enciclopedia Galáctica y confían en la (inexistente) protección del Emperador para mantener alejados a los bárbaros. Opuesto a ellos se encuentra Salvor Hardin, el joven alcalde de Ciudad de Términus (la única urbe en todo el planeta). Hardin, que es virtualmente una marioneta de poderes circunscritos a la ciudad, es consciente del peligro que los vecinos de Términus presentan para el planeta. Un encuentro con embajadores de Anacreonte y el Imperio no hacen sino mostrarle parte del camino que debe seguir: gracias a sus nociones básicas de psicohistoria, que aprendió de Bor Alurin (el único psicohistoriador que viajó a Términus), ha distinguido la dirección en la que debe actuar, y Hardin decide planear un golpe de estado con el que asumir el control de la Fundación y crear un sistema político estable.
Finalmente, la Cámara del Tiempo (un recinto en el que hay un proyector tridimensional donde Seldon grabó mensajes dirigidos a los habitantes de la Fundación) muestra su primer mensaje enfrente de la Junta de Síndicos y de Hardin, y Seldon revela así el verdadero plan que el Proyecto concibió: la Enciclopedia Galáctica no era más que un señuelo para mantener a los futuros habitantes de Términus distraídos hasta que no les quedara más remedio que seguir el Plan, que era que la Fundación sería el principal núcleo para la formación del Segundo Imperio Galáctico. Los miembros de la Junta de Síndicos admiten que Hardin tenía razón, pero para entonces el golpe de estado ya ha tenido lugar, y Hardin consigue poner en práctica la solución a la primera Crisis Seldon, consistente en hacer que los Cuatro Reinos se enfrenten entre sí por la posesión de Términus, conocedores de que si alguien se hiciera con el control del único planeta con energía nuclear funcional, adquiriría demasiado poder sobre los otros.

### Los alcaldes
Treinta años después de que la Primera Crisis Seldon haya pasado, Salvor Hardin sigue siendo el Alcalde de la Fundación, y este mantiene un gran poder sobre los Cuatro Reinos gracias a sus conocimientos tecnológicos, aunque sigue permaneciendo aislada del Imperio Galáctico. Para reintroducir la tecnología en los Cuatro Reinos, cuyas poblaciones son recalcitrantes a ésta debido a que la asocian al Imperio, la Fundación crea una nueva religión en la que los aparatos tecnológicos forman parte de los rituales religiosos, y también instruyen a sacerdotes locales para que realicen dichos "rituales" y también las labores de mantenimiento de los distintos aparatos. Para evitar que cualquiera de ellos pueda "independizar" a su reino del control de la Fundación, los sacerdotes solamente aprenden el funcionamiento empírico de los aparatos, y únicamente los más brillantes de ellos aprenden más, permaneciendo en Términus como investigadores. De esta forma, aunque los sacerdotes saben que ellos son los que ponen todo en funcionamiento, éstos creen que cualquier efecto de sus acciones sigue siendo algo mágico o divino.
Pero la situación en Términus está empezando a volverse contra Hardin. El Partido Activista, un grupo político recién formado, considera que el proselitismo de la ciencia y las tácticas de apaciguamiento empleadas por Salvor Hardin no son más que una manera de retrasar la inevitable anexión de Términus por parte de uno de los Cuatro Reinos, y demandan que Términus empiece de inmediato a tomar la iniciativa contra los Cuatro Reinos para evitar este problema. Mientras, en Anacreonte, el Príncipe Regente Wienis (sospechoso de haber matado al anterior rey) y su sobrino adolescente, el Rey Leopold I, planean tomar el control de la Fundación mediante una acción militar. Para ello, planean aprovecharse del descubrimiento de un crucero imperial abandonado que está siendo reparado por ingenieros de la Fundación, y cuya gran potencia de combate les permitiría establecer supremacía sobre los otros reinos periféricos.
Wienis lanza su ataque contra la Fundación justo la noche en la que Lepold es coronado como Rey de Anacreonte. Hardin, que se encuentra en la ceremonia, es arrestado, pero pronto se descubre que Hardin ya había planeado cómo solucionar el problema: el Gran Sacerdote Poly Verisof, el único sacerdote de Anacreonte que conoce la verdad sobre la religión de la ciencia, lanza un levantamiento popular contra Wienis para exigir la liberación de Hardin y el final de la guerra contra la Fundación, mientras que los sacerdotes de Anacreonte cortan el flujo de energía hacia todo el planeta, salvo los templos/centrales energéticas, y el sacerdote de la flota enviada contra Términus logra amotinar a la tripulación de la antigua nave imperial al lanzar una "maldición" sobre la nave que desconecta todos los sistemas (en realidad, Hardin hizo que se instalara un "relé de ultraondas" en la nave, de manera que se pudiera desconectar a distancia) y tomar el control de la flota. Wienis, al ver que sus planes han sido destruidos y al estar Hardin protegido por un escudo nuclear, apunta su pistola a su cabeza y se suicida.
El tratado de paz firmado entre la Fundación y Anacreonte, rápidamente replicado por los otros Cuatro Reinos, da a la Fundación vastos poderes sobre éstos, y Hardin consigue restablecer su popularidad y detener los planes del Partido Activista a pesar de que este tiene un gran poder en el Consejo de la Ciudad (el órgano parlamentario del gobierno de la Fundación). Finalmente, el segundo mensaje de Hari Seldon refrenda las acciones de Hardin, señalando que la Fundación no es todavía lo suficientemente poderosa como para dominar a los Cuatro Reinos, pero que lo será en el futuro, y acaba animando a los habitantes de la Fundación, señalando el papel que jugarán en la historia de la galaxia.

### Los comerciantes
Han pasado 75 años desde la última Crisis Seldon, y en la Fundación se ha formado un grupo de comerciantes que llevan mercancías basadas en la tecnología avanzada que ha sido olvidada en las demás regiones de la Galaxia. Uno de estos comerciantes es Limmar Ponyets, al que se le encarga la misión de salvar a Eskel Gorov, un "comerciante" que en realidad es un agente de la Fundación y que ha sido hecho preso en el mundo de Askone, un mundo que ha despreciado todos los intentos de la Fundación por establecer un comercio que traiga tecnología al planeta. La sociedad de Askone relaciona la tecnología nuclear con los horrores del Imperio y practica la adoración a los antepasados. Limmar Ponyets logra convencer al Gran Maestre de permitirle hablar con Gorov con la excusa de ser un sacerdote para los comerciantes.
Gorov revela entonces a Ponyets la razón de su presencia en Askone: como la religión de la ciencia es la única forma que tiene la Fundación de controlar a otros mundos, es necesario que Askone empiece a aceptar la idea de la tecnología nucleónica para que, finalmente, puedan introducir al sacerdocio en el planeta y llevar así al dominio de la Fundación sobre Askone. 
Ponyets decide entonces ayudar a su amigo Gorov en su misión, y procede a montar un dispositivo capaz de transmutar hierro en oro a partir de un procesador de comida modificado, que usa para mostrar al Gran Maestre y a sus consejeros la manera de la que puede obtener el oro necesario para que Gorov sea liberado. La negociación es exitosa, atrayendo también la atención de uno de los consejeros del Gran Maestre, Pherl (que está mejor educado que la mayoría de la población y no cree en las supersticiones anti-tecnológicas de su cultura), con el que se entrevista. Finalmente, Ponyets chantajea a Pherl después de que este le compre el transmutador, y Pherl es obligado a comprar toda la carga, de manera que tiene así un incentivo para legalizar su uso y comercialización y convencer a la gente de que su uso no está en contra de sus creencias. El dinero que gane Pherl con estas máquinas, y con otras que le traiga la Fundación, además de su juventud, permitirá a Pherl ser el próximo Gran Maestre, abriendo así Askone a la Fundación y a la religión de la ciencia.

### Los príncipes comerciantes
Unos veinte años después del viaje de Ponyets a Askone, este planeta está bajo el control económico y religioso de la Fundación, al igual que muchos otros a medida que la esfera de dominación de la Fundación se expande.
Sin embargo, negros nubarrones acechan a la Fundación. Varias naves comerciales de la Fundación han desaparecido en la República de Korell, naves que, en teoría, deberían ser superiores a cualquier cosa que pudieran tener realmente Korell, y tanto el alcalde como su secretario, Jorane Sutt, sospechan que podrían poseer tecnología avanzada que podría ser una amenaza para la Fundación. Por lo tanto, Sutt solicita al veterano comerciante Hober Mallow (nativo de Smyrno) que actúe como agente de la Fundación, viajando a Korell en misión comercial y, al mismo tiempo, intente descubrir lo ocurrido con las naves de la Fundación y cómo podría haber ocurrido. Mallow acepta la petición y viaja a Korell en compañía de un conocido suyo llamado Jaim Twer, otro comerciante.
Al llegar a Korell, ocurre un incidente en el que un misionero de la Fundación pide a Mallow que lo proteja de una muchedumbre que planea matarle, pero Mallow lo echa de la nave. Enseguida recibe la confirmación de que no era más que una prueba por parte del Comodoro Argo Asper, el líder de la República de Korell. Este es reticente a aceptar un trato comercial con la Fundación, sabedor de lo ocurrido en Askone, pero Mallow le convence de que para él, la religión es un estorbo a la hora de comerciar. Mallow firma un trato con Asper, proveyendo al planeta de artículos de lujo o industriales que no requieren de supervisión sacerdotal, obteniendo importantes beneficios, pero no tiene éxito a la hora de encontrar las naves o la posible tecnología que podría haberlas destruido.
Mallow realiza entonces una visita al mundo imperial de Siwenna, donde habla con un anciano rebelde llamado Onum Barr y descubre que el estado de la tecnología en Siwenna, y probablemente en el resto del Imperio Galáctico (lo que aún existe) está severamente retrasado, sin nadie que conozca cómo funcionan la más avanzada tecnología.
A su regreso a Términus, Mallow tiene un encuentro con Jorane Sutt, que lo denuncia por no haber introducido la religión de la Fundación en Korell junto con el comercio, pero Mallow argumenta que la religión ya no tiene cabida en los esquemas de la Fundación, ya que, tras casi un siglo usando la misma política, los planetas cercanos a la Fundación se oponen de principio a cualquier cosa que introduzca la religión en sus planetas, y proclama que el comercio por sí solo es la llave para hacer que los planetas se unan a la Fundación. Sutt hace que arresten a Mallow por la muerte del misionero de la Fundación que se encontró en Korell.
En el juicio, sin embargo, Mallow logra usar la atención dirigida hacia él en contra de Sutt: Jaim Twer es un sacerdote enviado por Sutt para espiar los movimientos de Mallow, y, lo más importante de todo, el "misionero" era en realidad un agente secreto de Korell, entrenado para fingir ser un sacerdote y así poder eliminar a aquellos comerciantes de la Fundación que introducirían la religión en el planeta. Esto hace que una muchedumbre libere a Mallow, y este usa su poder temporal para hacer que arresten a Sutt y quitárselo de en medio, permitiéndole ganar las elecciones a la Alcaldía y, por consiguiente, convertirse en el líder de la Fundación.
Varios años después, se aproxima la Tercera Crisis Seldon, ya que el Comodoro de Korell decide iniciar una guerra contra la Fundación por iniciativa propia. Mallow ya ha deducido antes que la solución para superar la crisis está en no hacer nada, por dos motivos: 
- Si la Fundación entra en batalla contra las naves de Korell, batalla que ganarían con facilidad debido a la superioridad armamentística de la Fundación, arriesgarían la posibilidad de llamar la atención del Imperio Galáctico, que a pesar de su decaimiento sigue siendo mucho más poderoso que la Fundación. 
- Toda la industria y gran parte de la población de Korell dependen completamente del funcionamiento de la tecnología de la Fundación. La rotura de los lazos comerciales hace que primero los artículos comprados por individuos (electrodomésticos y artículos de lujo) y después los artículos de índole industrial (serrerías, siderurgias) fallen por falta del mantenimiento necesario, lo cual hará que la economía se desplome en poco tiempo. Además, al no haber ataques por parte de la Fundación sobre los korellianos, estos no tendrán la moral para soportar la pérdida de todos los artículos de lujo introducidos en el planeta.
Tras tres años de guerra, Korell se rinde a la Fundación, y Mallow se convierte en uno más de los grandes líderes de la Fundación, pero el futuro sigue siendo incierto, pues el Imperio sigue ahí, además de otros peligros desconocidos...

## Personajes

### Personajes principales

#### Hari Seldon
Hari Seldon es un anciano matemático residente en Trántor, capital-planeta del Imperio Galáctico. Es el creador de la ciencia de la psicohistoria, un modelo matemático que le permiten predecir tendencias en la sociedad humana (para los legos "predecir el futuro"), modelo que le ha mostrado la decadencia y el final del Imperio Galáctico en los próximos siglos. Por sus predicciones catastrofistas se ha ganado el apodo de "Cuervo" Seldon. Con el fin de tratar de evitar sus propias predicciones, el matemático lidera un proyecto secreto denominado "Plan Seldon".

#### Salvor Hardin
Salvor Hardin es el alcalde electo del planeta Términus cincuenta años después de que Hari Seldon estableciera allí la colonia científica conocida como la Fundación, dedicada a crear su proyecto de la Enciclopedia Galáctica. Hardin comenzó estudiando psicohistoria, pero ante la falta de perspectivas lo abandonó para dedicarse a la política. Hardin es descrito como un hábil político que consigue dotar a la alcaldía de una gran influencia entre los habitantes de la Fundación, a pesar de que esta carece de poder oficial ―la autoridad gubernamental la detenta el consejo de la propia Enciclopedia Galáctica―.
Hardin es posteriormente honrado por los habitantes de la Fundación como el principal responsable en la gestión tanto de la primera "Crisis Seldon", alrededor del año 50 E.F. ("Era de la Fundación"), como de la segunda crisis en el año 80 E.F., pasando a formar parte de su elenco de grandes figuras históricas al nivel del propio Hari Seldon.
Su frase más célebre es: «La violencia es el último recurso del incompetente».

#### Hober Mallow
Mallow es un maestro comerciante en la Fundación y el capitán de la nave Estrella Lejana (Far Star en inglés). Es originario de Smyrno, uno de los Cuatro Reinos limítrofes con Términus. Mallow es un comerciante independiente y considerado como uno de los mejores de su clase.
Posteriormente, como el alcalde de Términus, Mallow dirigió a la Fundación durante la tercera "Crisis Seldon". Mallow transformó el poder y la influencia de la Fundación de principalmente religioso a principalmente económico, convirtiendo a Términus en una plutocracia.
Mallow tuvo un gran número de amantes durante toda su vida, con un gran número de hijos ilegítimos. Entre sus descendientes se cuentan al Príncipe Comerciante Sennett Forell, Bayta Darell (protagonista en el libro Fundación e Imperio) y la nieta de esta Arkady Darell (que aparece en el libro Segunda Fundación).

### Listado completo de personajes
Los psicohistoriadores
- Gaal Dornick, doctorado en matemáticas recién llegado al planeta Trántor, invitado por el gran matemático Hari Seldon para que se una a su equipo, procedente de un mundo provinciano llamado Synnax. Posteriormente sería conocido por ser el biógrafo de Seldon.
- Hari Seldon, matemático que creó la psicohistoria.
- Jerril, un agente de la Comisión de Seguridad Pública que vigila a Gaal Dornick.
- Linge Chen, jefe de la Comisión de Seguridad Pública, y juez del juicio contra Seldon.
- Lors Avakim, abogado de Gaal Dornick.

Los enciclopedistas
- Anselm haut Rodric, soldado y embajador de Anacreonte en Terminus
- Bor Alurin, psicohistoriador trantoriano que enseño a Salvor Hardin
- Jord Fara, miembro de la Junta de Administradores de la Primera Fundación de la Enciclopedia
- Lewis Pirenne, presidente de la Junta de Administradores de la Primera Fundación de la Enciclopedia
- Lundin Crast, miembro de la Junta de Administradores de la Primera Fundación de la Enciclopedia
- Lord Dorwin, canciller del Imperio
- Salvor Hardin, primer alcalde de Terminus
- Tomaz Sutt, miembro de la Junta de Administradores del Comité de la Enciclopedia
- Yate Fulham, miembro de la Junta de Administradores del Comité de la Enciclopedia

Los alcaldes
- Dokor Walto, activista del partido Acción de Fundación
- Jaim Orsy, activista del partido Acción de Fundación
- King Lepold I, rey de Anacreonte
- Lem Tarki, activista del partido Acción de Fundación
- Levi Norast, activista del partido Acción de Fundación
- Lewis Bort, activista del partido Acción de Fundación
- Prince Lefkin, hijo mayor de Wienis
- Prince Regent Wienis, príncipe Regente de Anacreonte, tío del Rey Lepold I.
- Poly Verisof, embajador de Fundación y Gran Sacerdote en Anacreonte
- Salvor Hardin, primer alcalde de Terminus
- Sef Sermak, consejero de la ciudad de Terminus
- Theo Aporat, jefe sacerdote en el buque insignia de Anacreonte Wienis
- Yohan Lee, organizador del golpe de Salvor Hardin y confidente cercano de Hardin

Los comerciantes
- Eskel Gorov, Comerciante principal y agente de Fundación condenados a muerte en Askone
- Linmar Ponyets, Comerciante principal, libera a Gorov a cambio de un transmutador

Los príncipes comerciantes
- Hober Mallow, maestro comerciante y el primero de los príncipes comerciantes
- Publis Manlio, secretario de Relaciones Exteriores de la Fundación
- Jorane Sutt, secretario del Alcalde de la Fundación
- Jaim Twer, agente de la Fundación en la nave de Mallow